# Marion megye (Ohio)
Marion megye az Amerikai Egyesült Államokban, azon belül Ohio államban található. Megyeszékhelye és legnagyobb városa Marion. Lakosainak száma 65 359 fő (2020. április 1.). Marion megye Crawford, Union, Morrow, Delaware, Hardin és Wyandot megyékkel határos.

## Népesség
A megye népességének változása:
| Lakosok száma | 66 453 | 66 542 | 66 216 | 65 905 | 65 355 | 65 359 |
|               | 2010   | 2011   | 2012   | 2013   | 2015   | 2020   |